# 야지드 1세

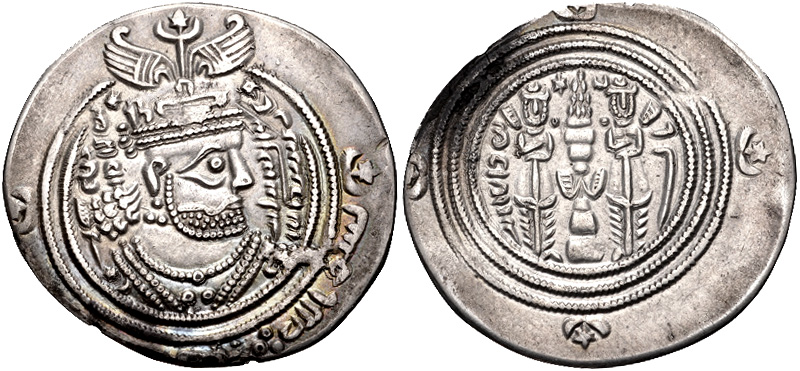

야지드 이븐 무아위야(Yazīd ibn Mu‘āwiya,  يزيد بن معاوية بن أبي سفيان; 647 – 683년 11월 11일) 또는 야지드 1세는 우마이야 왕조의 제2대 칼리프였다. 야지드는 자신의 아버지 무아위야 1세에 의해 지명된 칼리프였으며 서기 680년부터 그가 사망한 서기 683년까지 3년 간 통치하였다.
야지드는 서기 647년 무아위야 이븐 아부 수프얀, Maisun bint Bahdal(기독교인이었음)에게서 태어났다. 야지드가 어린 시절에 기독교인 친척들에게서 양육되었다. 그가 15세 즈음 되었을 때 아버지와 함께 살고자 다마스쿠스로 이사하였다고 보고되었다. 서기 676년(56 AH), 무아위야는 당시 29세 즈음 되던 야지드를 예상 후계자로 만들었다. 이는 무아위야가 하산 이븐 알리와 맺은 조약을 위반한 것으로 간주되었다.
서기 680년 무아위야가 사망하자 야지드는 권력을 맡았다. 후세인 이븐 알리와 다른 사람들로부터 충성 서약을 요구했다. 후세인은 야지드에게 충성 서약을 거부했고 쿠파 쪽으로 향했으나 커발라에서 멈춰섰다. 이때 야지드의 군대는 커발라 전투에서 후세인과 후세인의 남성 가족 구성원들과 동반자들을 살해했으며 그 뒤 후세인의 가족 중 남아있던 구성원들 중 다수를 포로로 붙잡았다. 이로 인해 옴미아드 왕조에 대한 거센 폭동이 발생했다. 서기 683년, 압둘라 빈 주바이르와 그의 지지자들은 메디나에서 야지드 정권을 향해 봉기했다. 야지드 정권에서 두 번째로 논란이 많은 것으로 간주된 사건에서 야지드는 그의 군대를 메다나로 보냈다. 뒤이은 알하라 전투는 수천의 사망자를 발생시켰다. 나중에 683년 야지드의 군대는 메카에 핍근했다. 수개월 간의 핍근은 카바가 화재로 인해 피해를 입게 만들었고 이 일은 야지드의 사망 소식이 다다랐을 때 끝이 났다.

## 같이 보기
- 우마이야 왕조
- 카르발라 전투

## 추가 문헌
- de Goeje, Michael Jan (1911). 〈Caliphate s.v. The Ommayad Dynasty; Rule of Yazid〉.   Chisholm, Hugh. 《브리태니커 백과사전》 5 11판. 케임브리지 대학교 출판부. 29–30쪽.